# Nils Bernstein
Nils Bernstein (født 4. januar 1943) var 2005-2013 kgl. direktør (dvs. formand for direktionen) for Danmarks Nationalbank. Han efterfulgte Bodil Nyboe Andersen på posten og blev efterfulgt af Lars Rohde.

## Baggrund
Bernstein er vokset op på Sundholm (dengang en arbejdsanstalt for alkoholikere) på Amager, hvor faderen var ansat. Han er den mellemste af tre børn.[kilde mangler]
- Realeksamen (1959)
- Læreplads på Dansk Svejsemaskinefabrik (1959-63)
- Uddannet som elektromekaniker (1963)
- student fra Akademisk Studenterkursus[1]
- Cand.polit. fra Københavns Universitet (1970).[2]

Han har siden 1964 været gift med Ulla, og de har 2 børn, en dreng og en pige.

## Karriere
Bernstein er en såkaldt mønsterbryder, idet han som 16-årig efter realeksamen først var arbejdsdreng på en maskinfabrik i et halvt år og derefter kom i lære som elektronikmekaniker. I løbet af læretiden tog han dog også studentereksamen på aftenkursus og begyndte derefter på økonomistudiet på Københavns Universitet.
- Sekretær i Finansministeriet (1970-75)
- Finanssekretær ved den danske ambassade i Washington (1975-77)
- Ministersekretær for finansministeren (1978-79)
- Kontorchef i Budgetdepartementet i Finansministeriet (1980-83)
- Departementschef i Administrationsdepartementet i Finansministeriet (1984-86)

I de følgende år var han departementschef i forskellige ministerier:
- Landbrugsministeriet (1986-94)
- Landbrugs- og Fiskeriministeriet (1994-96)
- Statsministeriet (1996-2005)

Han var i 1996-2005 tillige statsrådssekretær.[kilde mangler]
Som tidligere departementschef i Statsministeriet skulle Bernstein have været afhørt af 
Irak- og Afghanistankommissionen.
Bernstein er ikke dekoreret og må altså have afslået af modtage Dannebrogordenen.